# Barenton-sur-Serre
Barenton-sur-Serre település Franciaországban, Aisne megyében. Lakosainak száma 128 fő (2022. január 1.). Barenton-sur-Serre Barenton-Cel, Chalandry, Dercy, Froidmont-Cohartille, Grandlup-et-Fay, Mortiers és Verneuil-sur-Serre községekkel határos.
Vasútállomása: Gare de Barenton-sur-Serre.

## Népesség
A település népességének változása:
| Lakosok száma | 109  | 112  | 106  | 111  | 117  | 126  | 134  | 133  | 131  | 128  |
|               | 1968 | 1982 | 1990 | 2006 | 2013 | 2015 | 2017 | 2019 | 2020 | 2022 |